# Issikiella pulchra
Issikiella pulchra is een schorpioenvliegachtige uit de familie van de hangvliegen (Bittacidae). De wetenschappelijke naam van de soort is voor het eerst geldig gepubliceerd door Byers in 1972.
De soort komt voor in Brazilië.